# Polyphylla adspersa
Polyphylla adspersa är en skalbaggsart som beskrevs av Victor Ivanovitsch Motschulsky 1853. Polyphylla adspersa ingår i släktet Polyphylla och familjen Melolonthidae. Inga underarter finns listade i Catalogue of Life.